# Tamigalesus
Tamigalesus Zabka, 1988 è un genere di ragni appartenente alla famiglia Salticidae.

## Distribuzione
L'unica specie oggi nota di questo genere è stata rinvenuta nello Sri Lanka.

## Tassonomia
A dicembre 2010, si compone di una specie:
- Tamigalesus munnaricus Zabka, 1988[2] — Sri Lanka